# Sonerila zeylanica
Sonerila zeylanica är en tvåhjärtbladig växtart som beskrevs av Robert Wight och George Arnott Walker Arnott. Sonerila zeylanica ingår i släktet Sonerila och familjen Melastomataceae. Inga underarter finns listade i Catalogue of Life.